# 210 Isabella
210 Isabella je veliki tamni asteroid glavnog pojasa. Isabella je kombinacija asteroida C-tipa i F-tipa i vjerojatno se sastoji od primitivnih ugljičnih kondrita.
210 Isabella pripada obitelji asteroida Nemesis.
Asteroid je 12. studenog 1879. iz Pule otkrio Johann Palisa. Porijeklo imena nije poznato.
… | 209 Dido | 210 Isabella | 211 Isolda | …